# Evangelische Pfarrkirche Wollbach

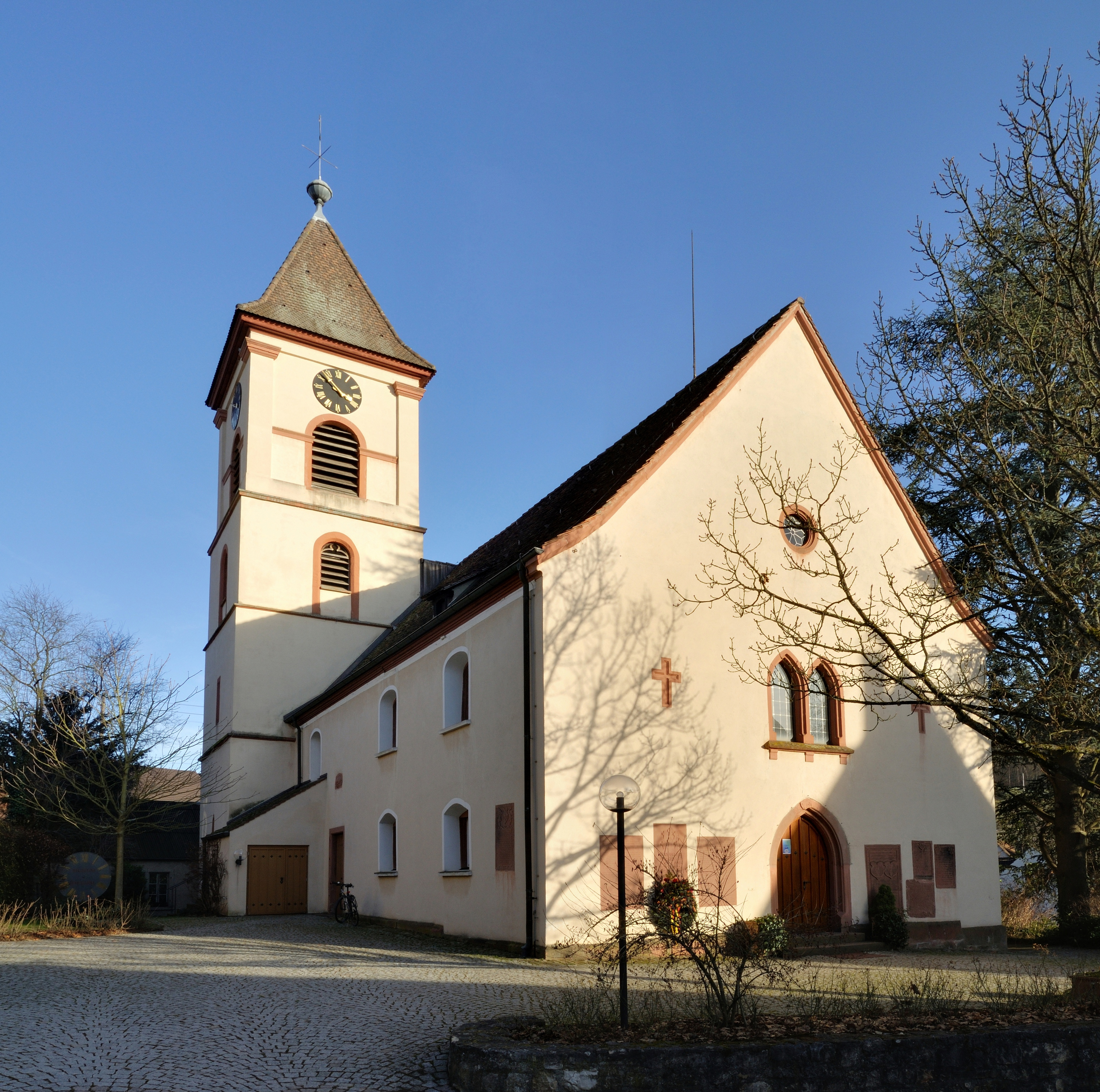
Wollbacher Kirche

Die Evangelische Kirche Wollbach im gleichnamigen Stadtteil des südbadischen Kandern geht auf das 13. Jahrhundert zurück. Teile dieser ersten Kirche sind im Mauerwerk der südlichen Langhausmauer und der westlichen Giebelwand erhalten. Sie ist ursprünglich dem Patrozinium des St. Cyriakus und St. Mauritius unterstellt.

## Geschichte
Eine Kirche in Wollbach („ellesia Wolpach“) ist schriftlich auf das Jahr 1275 belegt; ein Geistlicher („Wernherus plebanus in Wolpach“) ist sogar schon im Jahr 1215 erwähnt. Grabungen im Jahr 1978 fanden die zugehörigen Fundamente, so dass sogar Aussagen über das Aussehen dieses Vorgängerbaus gemacht werden können. Das rechteckige Langhaus mit massivem Vorbau maß 8 Meter Breite, 18 Meter Länge und war etwa 5 Meter hoch.
Gegen Ende des 14. Jahrhunderts wurde der Kirche ein vierseitiger Chor östlich am Langhaus angebaut. Der an der Nordwand über dem Seiteneingang befindliche Christuskopf von einem Veronikatuch weisen auf einen Sakramentschrein auf das späte 15. Jahrhundert hin. Das Untergeschoss des Turms ist ähnlich alt wie der Chor.
Im Jahr 1541 brach man den Turm ab, der ursprünglich von einem Satteldach abgeschlossen wurde. Die Turmerneuerung wurde erst 1594 vollendet, an die eine Steinplatte mit Jahreszahl erinnert. 1649 brachte man Bänke für die Kirchgänger, eine Kanzel und einen Taufstein mit Renaissanceornamenten ein.
Durch die Versetzung der Nordwand 1758 nach außen stand der Turm seither zu zwei Dritteln innerhalb der Kirche. Zeitgleich erweiterte man das Langhaus und ergänzte den Kircheninnenraum um eine Empore an der Nord- und Westwand. An der Südwand kamen fünf große Fenster mit Segmentbogenabschlüssen hinzu. Chor und Langhaus erhielten eine bemalte Holzdecke. Die Ausmalung der Kirche erfolgt durch Johann Jakob Stutz aus Liestal. An der Südwand entstanden zwischen den Fenstern damals auch zwei Fresken, welche die Kreuzigung und Auferstehung Christi darstellen.
1831 vergrößerte man den Turm um ein Geschoss und schloss ihn über ein Pyramidendach ab. Gegen Ende des 19. Jahrhunderts wurde die Wollbacher Kirche gründlich renoviert. Ein Fresko, das man als künstlerisch wertlos erachtete, übertünchte man dabei 1876 und fertigte ein Ölgemälde an, welches „Christus und Gethsemane“ zum Thema hatte. 1888 versetzte man den aus Backstein bestehenden Altar zurück und errichtete eine Orgelempore, unter der die Sakristei untergebracht wurde. Ein gotisches Fensterpaar wurde zugemauert, dafür erhielt die Südseite eine neue Verglasung mit farbigen Rosetten. Die Holzdecke wurde 1890 durch eine aus Gips mit Symbolen des Glaubens, der Liebe und der Hoffnung verziert.
1955 wurde zunächst eine provisorische Renovierung vorgenommen. Erst in den Jahren 1978 bis 1980 konnten umfassende Maßnahmen zur Instandsetzung und eine teilweise Neugestaltung durchgeführt werden. Dabei wurde die Gipsdecke wieder durch eine Holzdecke ersetzt und die beiden Fresken zwischen den Fenstern freigelegt und erneuert. Neben der Verglasung wurde der gesamte Altarbereich durch ein neues Inventar ersetzt. Die Kanzel erhielt eine neue Treppe und nach alten Plänen einen neuen Schalldeckel. Seither findet auch die Sakristei im Turmbau ihren Platz. Am 27. Januar 1980 wurde die Kirche wieder ihrer Bestimmung übergeben. Der Aufwand dieser umfangreichen Arbeiten betrug knapp eine Million Deutsche Mark.

## Beschreibung

### Kirchenbau
Die evangelische Kirche steht etwas erhöht im Dorfkern von Wollbach. Bis 1828 war sie von einem Friedhof umgeben. Der dicht umbaute Sakralbau besteht aus einem Langhaus und einem zu zwei Drittel in diesem Baukörper befindlichen massiven, vierstöckigen Glockenturm an der Ostchorwand.
Der Turm verfügt in den obersten zwei Stockwerken zu jeder Seite rundbogige Klangarkaden, wobei die im oberen Stockwerk – das 1831 ergänzt wurde – größer ausfallen. Der Turmschaft wird von einem Pyramidendach mit Turmkugel und Wetterfahne auf deren Spitze bedeckt. Das Langhaus verfügt über ein Satteldach. Im Turmuntergeschoss ist die Sakristei untergebracht. In der westlichen Ecke zwischen Turm und Langhaus ist ein kleiner abgetrennter, über ein Pultdach gedeckter Anbau, der als Sargraum genutzt wird.
Die Eingangsfassade ist über einen kleinen gepflasterten Platz erreichbar, auf dem ein altes Ehrenmal von 1870/71 steht. Zu beiden Seiten des spitzbogig zulaufenden Hauptportals sind Gedenktafeln beider Weltkriege in die Wand eingelassen. An der Nord- und Südwand befinden sich weitere Epitaphe und Grabmale aus dem 17. Jahrhundert. Oberhalb des Seiteneingangs am Nordportal befindet sich eine Steinskulptur, die ein Christushaupt mit Liniennimbus und Schweißtuch zeigt. Das Bildnis aus dem 15. Jahrhundert gehörte ursprünglich zum Sakramenthaus.

### Inneres und Ausstattung

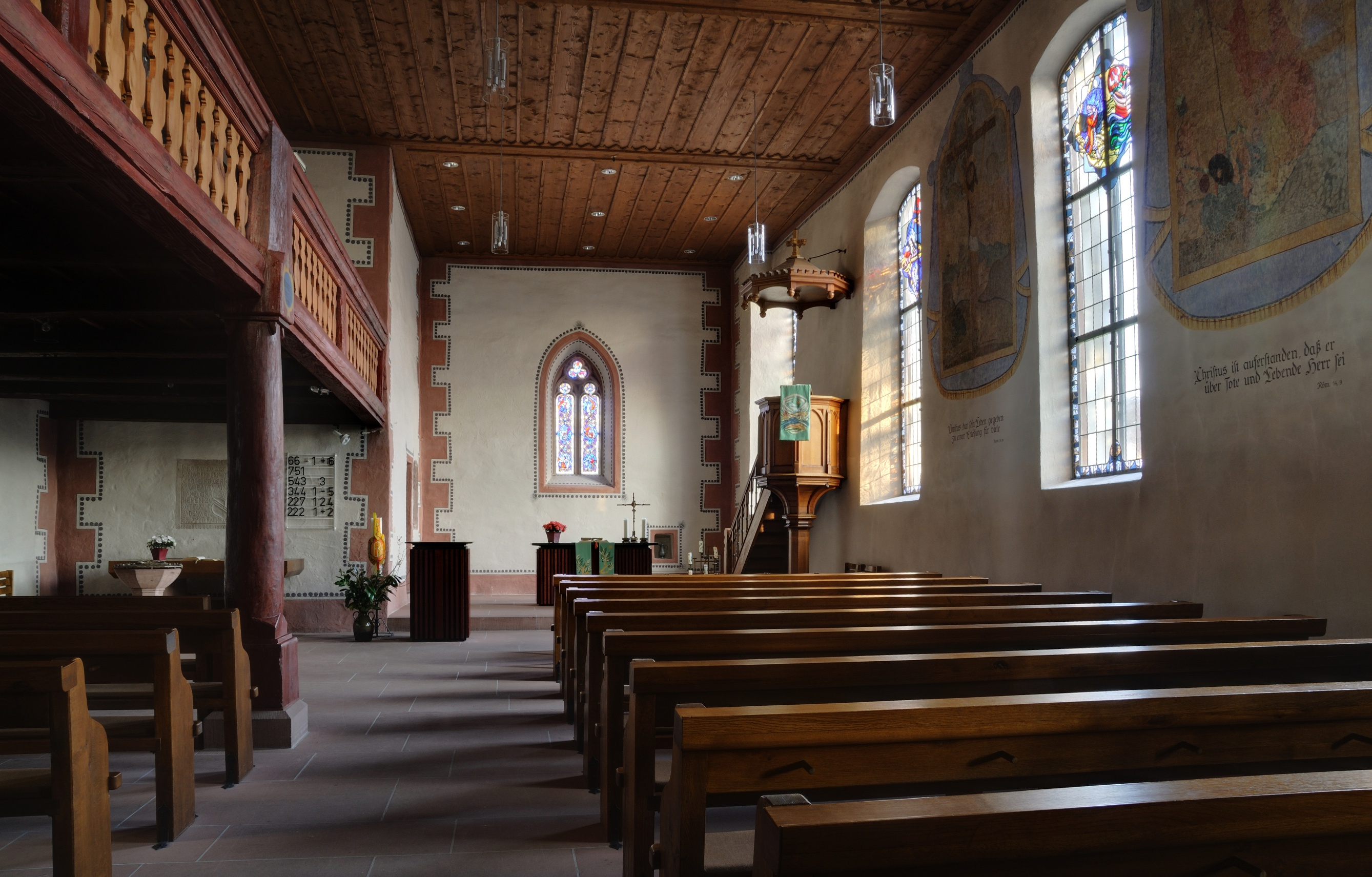
Blick ins Langhaus in Richtung des Chors

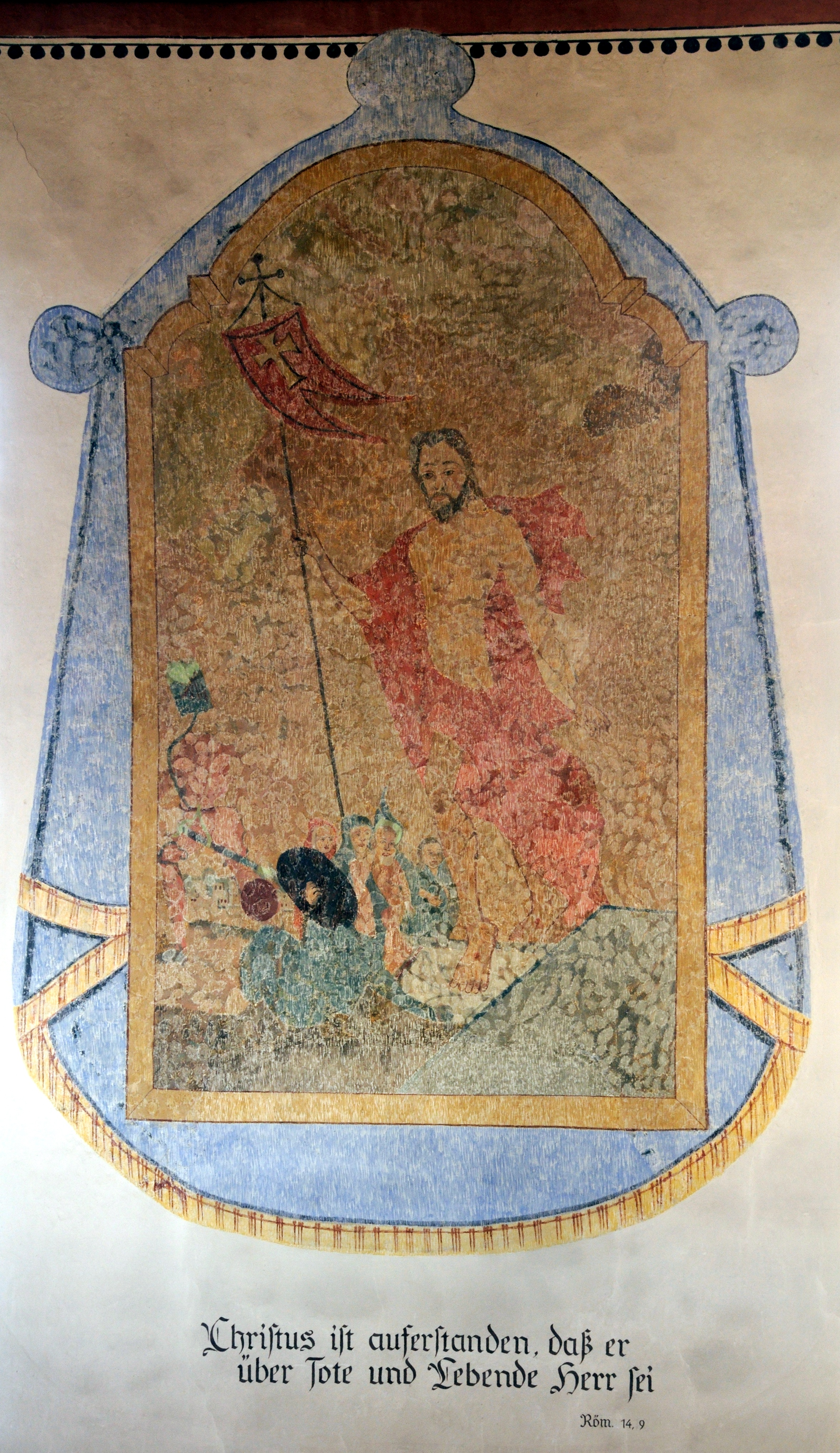
Wandbild zur Auferstehung

Die Saalkirche ist flach eingedeckt. Der rechteckige, etwas erhöhte Altarbereich befindet sich südlich des Turms in der Chornische. Im Langhaus dominiert eine L-förmige Empore, deren Aufgang links des Hauptportals ist. Der Emporenteil über dem Eingang ist mit Bänken ausgestattet, der dazu rechtwinklig liegende Teil entlang der Längsseite trägt die Orgel und ist links und rechts von ihr mit Einzelsitzen in mehreren Reihen bestuhl.
Die rechten Bankreihen im Langhaus reichen bis kurz vor dem Altarraum, die reicht bis zur Höhe des nördlichen Seiteneingangs. Mitten im rechteckigen Freiraum, das sich westlich des in den Kirchenraum ragenden Glockenturms befindet, steht ein Taufstein aus dem Jahr 1618. Er weist Renaissanceornamente auf und erhielt 1980 von Joseph Henger aus Ravensburg eine Bronzeauflage.
Der Ambo im Altarraum hat eine massive Eichenholzplatte, die von zwei ebenso massiven Fußelementen aus Sandstein getragen wird. Auf dem Tisch steht ein modernes Kruzifix aus Bronze, sechs Kerzenständer und Opferkästen, die ebenfalls von Henger gestaltet wurden. An der Südwand der vorderen Chorseite steht eine Holzkanzel aus dem 19. Jahrhundert, die im Zuge der Renovierungsarbeiten 1980 einen Schalldeckel nach Originalplänen erhielt.
Die bunten Glasfenster stammen vom Künstler Valentin Feuerstein. Das erste Fenster im Langhaus zeigt die Schöpfung der Welt und den Sündenfall. Im zweiten Fenster setzt sich die biblische Geschichte durch die Arche Noah fort. Im dritten Fenster sind Szenen von Leben Mose wie der Auszug aus Ägypten oder Übergabe der Zehn-Gebots-Tafeln abgebildet. Im Südfenster des Chors ist die Bergpredigt Jesu dargestellt. Auch das gotische Fenster im Chor wurde von Feuerstein neu gestaltet. Es zeigt Jesus in sechs verschiedenen Szenen, wie er auf die gleiche Art erscheint.
Zwischen den großen Langhausfenstern an der Südwand befinden sich zwei Fresken aus dem Jahr 1759. Die Ende des 19. Jahrhunderts übertünchten Wandbilder wurden bei der Umgestaltung und Renovierung 1978–80 freigelegt. Sie zeigen Kreuzigung und Auferstehung Christi. Beide Bilder sind von einem blauen Mangel eingerahmt. Im linken Kreuzigungsbild erkennt man im Hintergrund Jerusalem und die drei Kreuze von Golgatha. Im rechten Auferstehungsbild entsteigt Jesus mit einer Siegesfahne das Grab, die wachenden Soldaten sind ob dieses Geschehens erschrocken.

### Glocken und Orgel

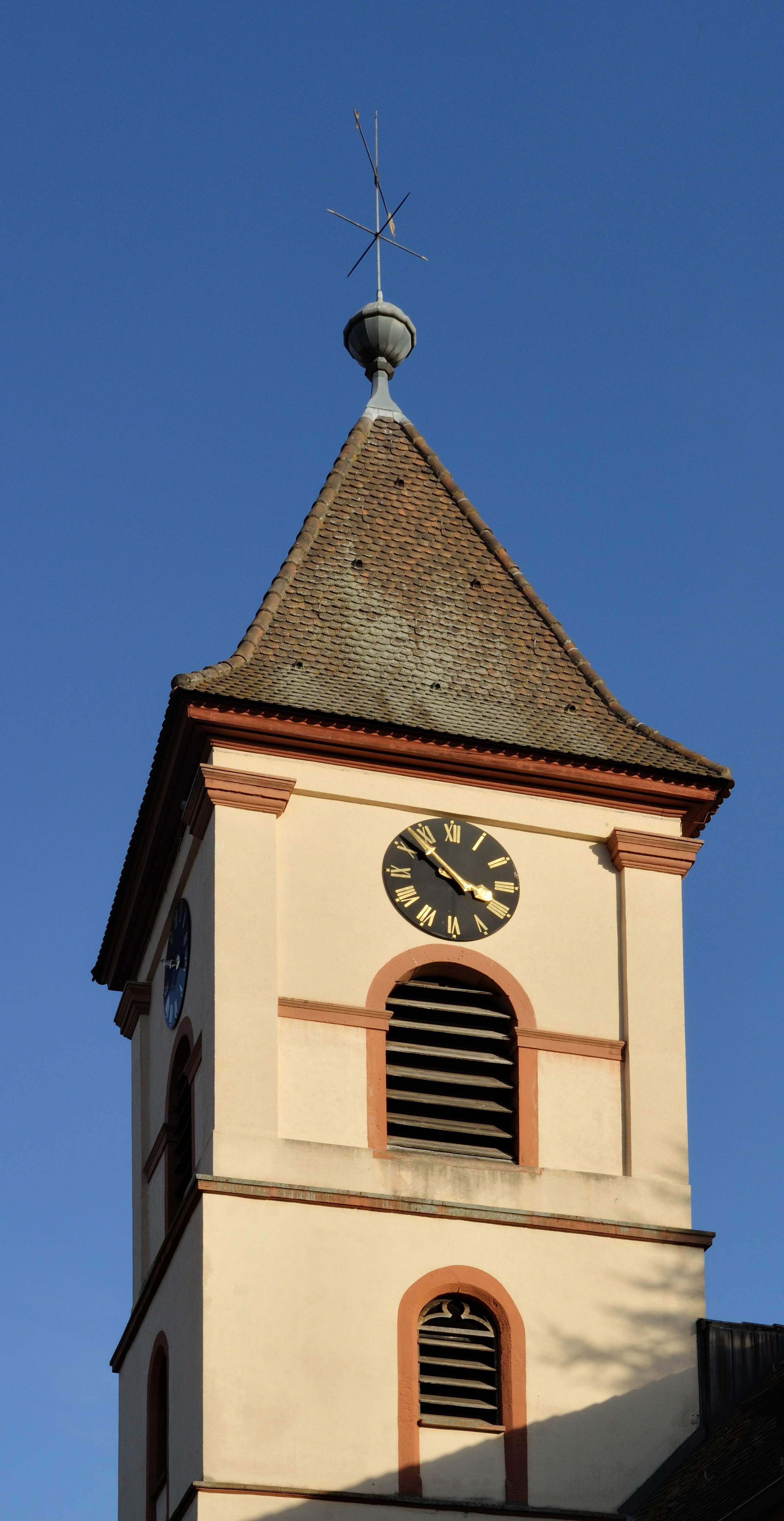
Glockenturm

1595 erhielt die Wollbacher Kirche zwei Glocken, die von Sebald Hoffmann in Basel gegossen wurden.
Das heutige Dreiergeläut setzt sich wie folgt zusammen:
| Nr. | Schlagton | Liturgische Funktion             | Gussjahr | Gießerei        |
| 1   | fis′      | Abend-, Betzeit- und Totenglocke | 1922     | Bochumer Verein |
| 2   | cis′′     | Vater-unser- und Tageszeitglocke | 1922     | Bochumer Verein |
| 3   | e′′       | Taufglocke                       | 1922     | Bochumer Verein |

Die Orgel aus dem Jahr 1887 von L. Voit & Söhne aus Durlach stand ursprünglich auf einer Empore im Chor hinter dem Altar. 1955 wurde sie umgebaut und auf die Westempore verlegt. Sie erhielt eine pneumatische Taschenlade, eine pneumatische Traktur, zwei Manuale, Pedal und neun Register. In den Jahren 1978/79 wurde sie von der Orgelwerkstatt Peter Vier erneut umgebaut und erhielt eine elektrische Traktur, zwei Manuale, Pedal und zwölf Register. Seither ist der Standort der Orgel auf der Nordempore. 1988 erbaute Georges Heintz ein neues Instrument mit barock inspiriertem Klangideal und übernahm dabei neun Register aus der alten Orgel. Mit 21 Registern und drei Transmissionen stellt das heutige Instrument die größte Orgel auf dem Gebiet der Stadt Kandern dar.

### Epitaphe und Gräber
Neben dem Haupteingang befinden sich an der Westwand ein Denkmal zu Ehren der Opfer beider Weltkriege und vier Grabsteine: Friedlin Schneider, Vogt († 3. Juni 1613), Fritz Schneider, Vogt († 13. Juli 1625 (?)), Martin Sütterlin, Vogt († 16. September 1657) und Friedlin Schneider, Stabhalter († 21. Dezember 1685). An der Südwand befindet sich das Grabmal von Matthäus Stöcklin, Schulmeister († 10. August 1664), an der Nordwand von Hans Greslin, Metzger († 29. Januar 1683) und an der Südwand des Glockenturms im Chor erinnert ein Epitaph an den Pfarrer Martin Mauritii († 25. Februar 1667).